# حسکه
حَسَکه یا حسیچه (به کردی: Hesîçe) یکی از شهرهای مهم  در کردستان_سوریه  است.
این منطقه در جریان جنگ سوریه به‌طور کامل تحت تسلط نیروهای کرد دمکراتیک سوریه(قسد) بوده‌است.
این شهر مرکز استان حسکه است و در شمال خاوری سوریه واقع شده‌است. سرشاخه‌هایی از رود فرات از میان این منطقه گذر می‌کنند. در این منطقه کردها با اکثریت و اقلیتی از عرب ها ارمنی ها و سریانی‌ها نیز زندگی می‌کنند. طبق سرشماری در سال ۲۰۰۷ جمعیت این ناحیه ۱٬۳۷۷٬۰۰۰ نفر در شهرهای مهم و سایر مناطق بوده‌است.

## آب و هوا
| داده‌های اقلیم حسکه (۱۹۶۱–۱۹۹۰)    | داده‌های اقلیم حسکه (۱۹۶۱–۱۹۹۰) | داده‌های اقلیم حسکه (۱۹۶۱–۱۹۹۰) | داده‌های اقلیم حسکه (۱۹۶۱–۱۹۹۰) | داده‌های اقلیم حسکه (۱۹۶۱–۱۹۹۰) | داده‌های اقلیم حسکه (۱۹۶۱–۱۹۹۰) | داده‌های اقلیم حسکه (۱۹۶۱–۱۹۹۰) | داده‌های اقلیم حسکه (۱۹۶۱–۱۹۹۰) | داده‌های اقلیم حسکه (۱۹۶۱–۱۹۹۰) | داده‌های اقلیم حسکه (۱۹۶۱–۱۹۹۰) | داده‌های اقلیم حسکه (۱۹۶۱–۱۹۹۰) | داده‌های اقلیم حسکه (۱۹۶۱–۱۹۹۰) | داده‌های اقلیم حسکه (۱۹۶۱–۱۹۹۰) | داده‌های اقلیم حسکه (۱۹۶۱–۱۹۹۰) |
| ماه                               | ژانویه                         | فوریه                          | مارس                           | آوریل                          | مه                             | ژوئن                           | ژوئیه                          | اوت                            | سپتامبر                        | اکتبر                          | نوامبر                         | دسامبر                         | سال                            |
| --------------------------------- | ------------------------------ | ------------------------------ | ------------------------------ | ------------------------------ | ------------------------------ | ------------------------------ | ------------------------------ | ------------------------------ | ------------------------------ | ------------------------------ | ------------------------------ | ------------------------------ | ------------------------------ |
| میانگین بیش‌ترین °C (°F)           | ۱۰٫۷ (۵۱)                      | ۱۳٫۴ (۵۶)                      | ۱۷٫۹ (۶۴)                      | ۲۳٫۶ (۷۴)                      | ۳۰٫۶ (۸۷)                      | ۳۶٫۶ (۹۸)                      | ۴۰٫۲ (۱۰۴)                     | ۳۹٫۵ (۱۰۳)                     | ۳۵٫۵ (۹۶)                      | ۲۸٫۲ (۸۳)                      | ۱۹٫۶ (۶۷)                      | ۱۲٫۵ (۵۵)                      | ۲۵٫۷ (۷۸)                      |
| میانگین روزانه °C (°F)            | ۵٫۲ (۴۱)                       | ۷٫۴ (۴۵)                       | ۱۱٫۳ (۵۲)                      | ۱۶٫۴ (۶۲)                      | ۲۲٫۶ (۷۳)                      | ۲۸٫۳ (۸۳)                      | ۳۱٫۵ (۸۹)                      | ۳۰٫۴ (۸۷)                      | ۲۵٫۸ (۷۸)                      | ۱۹٫۱ (۶۶)                      | ۱۱٫۷ (۵۳)                      | ۶٫۷ (۴۴)                       | ۱۸٫۰ (۶۴)                      |
| میانگین کم‌ترین °C (°F)            | ۰٫۶ (۳۳)                       | ۲٫۴ (۳۶)                       | ۴٫۹ (۴۱)                       | ۹٫۳ (۴۹)                       | ۱۴٫۱ (۵۷)                      | ۱۹٫۱ (۶۶)                      | ۲۲٫۴ (۷۲)                      | ۲۱٫۵ (۷۱)                      | ۱۶٫۴ (۶۲)                      | ۱۰٫۸ (۵۱)                      | ۵٫۲ (۴۱)                       | ۲٫۲ (۳۶)                       | ۱۰٫۹ (۵۲)                      |
| بارندگی میلی‌متر (اینچ)            | ۵۱٫۵ (۲٫۰۳)                    | ۴۱٫۳ (۱٫۶۳)                    | ۴۴٫۱ (۱٫۷۴)                    | ۴۹٫۰ (۱٫۹۳)                    | ۱۸٫۲ (۰٫۷۲)                    | ۰٫۵ (۰٫۰۲)                     | ۰٫۲ (۰٫۰۱)                     | ۰٫۰ (۰)                        | ۲٫۱ (۰٫۰۸)                     | ۱۶٫۵ (۰٫۶۵)                    | ۲۳٫۳ (۰٫۹۲)                    | ۴۲٫۲ (۱٫۶۶)                    | ۲۸۸٫۹ (۱۱٫۳۷)                  |
| میانگین روزهای بارندگی (≥ ۱.۰ mm) | ۷٫۰                            | ۶٫۴                            | ۶٫۶                            | ۶٫۲                            | ۲٫۷                            | ۰٫۲                            | ۰٫۱                            | ۰٫۰                            | ۰٫۱                            | ۲٫۵                            | ۳٫۸                            | ۶٫۲                            | ۴۱٫۸                           |
| میانگین روزانه ساعت‌های تابش آفتاب | ۱۴۲٫۶                          | ۱۵۹٫۶                          | ۲۱۰٫۸                          | ۲۳۴٫۰                          | ۳۰۳٫۸                          | ۳۵۷٫۰                          | ۳۹۳٫۷                          | ۳۵۶٫۵                          | ۲۹۷٫۰                          | ۲۴۸٫۰                          | ۱۹۲٫۰                          | ۱۴۲٫۶                          | ۳٬۰۳۷٫۶                        |
| میانگین روزانه ساعت‌های تابش آفتاب | ۴٫۶                            | ۵٫۷                            | ۶٫۸                            | ۷٫۸                            | ۹٫۸                            | ۱۱٫۹                           | ۱۲٫۷                           | ۱۱٫۵                           | ۹٫۹                            | ۸٫۰                            | ۶٫۴                            | ۴٫۶                            | ۸٫۷                            |
| منبع: NOAA                        |                                |                                |                                |                                |                                |                                |                                |                                |                                |                                |                                |                                |                                |